# Guadalupe (Zacatecas)
Guadalupe (Zacatecas) é um município do estado de Zacatecas, no México.